# Semafor
 For alternative betydninger, se Semafor (flertydig). (Se også artikler, som begynder med Semafor)
Semafor er det græske udtryk for signalbærer. Enkelte danske bøger bruger stavemåden semafore.
- Signalsystem med flag, hvor der kan sendes hurtigt, idet der kun skal vises et tegn for hvert bogstav, og der er ingen pauser mellem bogstaverne. For at sende et bogstav skal man holde armene præcist i den viste stilling et øjeblik og derefter umiddelbart skifte til næste bogstav. Før og efter man sender tal viser man "CCC" (for ciffer).

- Signalmast for optisk telegrafi, herunder signalflag.
- Armsignal (jernbane) – semafor er en gammel betegnelse for de tidlige jernbanesignaler – signalmaster med bevægelige arme

## Semaforalfabetet
| Hvileposition | Cifre / Numre | Opmærksomhedssignal | Annuller      |                    |       |
| A / 1         | B / 2         | C / 3 / Ack         | D / 4         | E / 5 / Error 9x's | F / 6 |
| G / 7         | H / 8         | I / 9               | J / Bogstaver | K / 0              |       |
| L             | M             | N                   | O             | P                  |       |
| Q             | R             | S                   | T             | U                  |       |
| V             | W             | X                   | Y             | Z                  |       |